# Chlaenius vafer
Chlaenius vafer är en skalbaggsart som beskrevs av Leconte. Chlaenius vafer ingår i släktet Chlaenius och familjen jordlöpare. Inga underarter finns listade i Catalogue of Life.